# Makar Sankranti

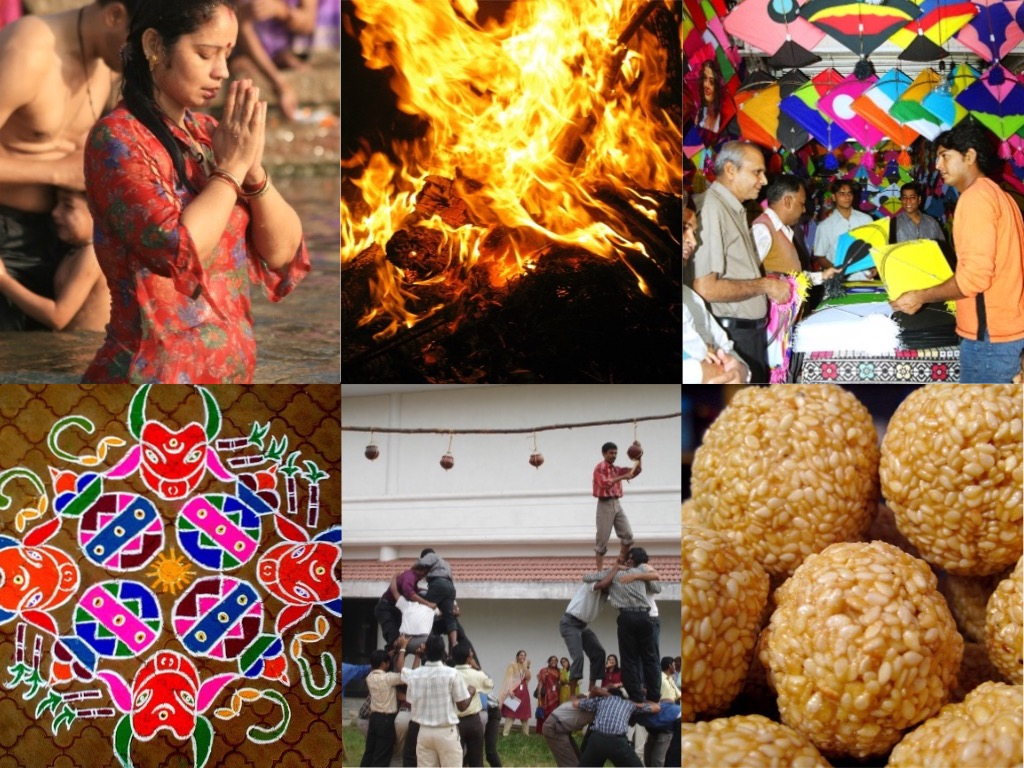
Bildcollage zum Makar Sankranti

Makar Sankranti ist ein hinduistisches Fest, das in den verschiedenen Gegenden des indischen Subkontinentes und Nepal auf sehr unterschiedliche Weise sowie mit verschiedenen mythologischen Bezügen gefeiert wird.
Dem hinduistischen Lunisolarkalender zufolge begibt sich die Sonne im Januar auf die nördliche Laufbahn in das Zeichen Makara (am 14. oder 15. Januar). Diese Sankranti, die Sonnenwende, kennzeichnet nach alter Hindu-Tradition einen Segen bringenden Zeitabschnitt. Wie zur selben Zeit im tamilischen Erntedankfest Pongal spielt auch im Bundesstaat Maharashtra zu Makar Sankranti die Ernte von Zuckerrohr eine wichtige Rolle. In jedem Haus bereiten die Frauen Til-gud zu, Süßigkeiten aus dem Zucker des frischen Zuckerrohres, vermischt mit Sesamkörnern, Til, und verschenken sie an Nachbarn und Freunde, indem sie einen Spruch sagen: „Til-gud ghya, god god bola“ – „Nimm dieses süße Til und sprich süße Worte“. Man soll jedem davon geben und alle etwaigen Feindschaften damit beenden. Dieser Versöhnungsaspekt unterstreicht die Bedeutsamkeit von Festen nicht nur für die Markierung des zyklischen Wandels in der Natur, sondern auch für die spirituelle Entwicklung von Mensch und Gesellschaft.
Im Gujarat beginnt zu Makar Sankranti die Saison für das Drachenfliegen und überall finden enthusiastische Wettbewerbe statt.
Die Gangesmündung am Indischen Ozean im Bundesstaat Westbengalen wird zu Makar Sankranti Mittelpunkt eines der größten Wallfahrtsfeste der Gangasagar Mela: Ohne irgendeine kollektive Organisation treffen zigtausende Gläubige ein – um zu einer astrologisch genau bestimmten Minute betend in das heilige Wasser einzutauchen. Mythischer Hintergrund dieses Ozeanfestes ist die Geschichte des Bhagirath, der einst Ganga, wie Hindus den Fluss Ganges nennen, vom Himalaya auf die Erde gebracht haben soll (siehe auch Bhagirathi). Das Begleittier (Vahana) der personifizierten Göttin Ganga ist Makar (oder Makara), ein krokodilähnliches Seetier.
Ungefähr zu der Zeit, an der Makar Sankranti in vielen Gegenden Indiens gefeiert wird, wird Lohri im Punjab gefeiert (13. Januar): Auch hier wird das Ende der kältesten Zeit des Jahres gefeiert. Unter fröhlichem Singen versammeln sich Familien und Freunde um ein Freudenfeuer, werfen Reis und Süßigkeiten in die Flammen als Opfergabe an Agni, dem Göttlichen in seiner Feuergestalt.